# Amalda lactea
Amalda lactea is een slakkensoort uit de familie van de Olividae. De wetenschappelijke naam van de soort is voor het eerst geldig gepubliceerd in 1960 door T. Kuroda.